# Angelina (kommun)
Angelina är en kommun i Brasilien.   Den ligger i delstaten Santa Catarina, i den södra delen av landet, 1 300 km söder om huvudstaden Brasília. Antalet invånare är 5 250.
I omgivningarna runt Angelina växer i huvudsak städsegrön lövskog. Runt Angelina är det glesbefolkat, med 12 invånare per kvadratkilometer.